# Gnophomyia banksiana
Gnophomyia banksiana är en tvåvingeart som beskrevs av Alexander 1945. Gnophomyia banksiana ingår i släktet Gnophomyia och familjen småharkrankar.
Artens utbredningsområde är Panama. Inga underarter finns listade i Catalogue of Life.